# Slijmcel
Een slijmcel is in de plantkunde de benaming voor de cellen in sommige plantensoorten waarin slijmstoffen geproduceerd worden. De slijmcel is een cel in het parenchym. De slijmstoffen worden gesynthetiseerd in dictyosomen. Ze vloeien dan door de vesikels en vloeien dan door het celmembraan in de apoplast. Daar helpen ze bij de regulering van het water in de plant. Dit helpt de plant om droogten te doorstaan.
Slijmcellen komen vooral voor in cactussen. Met name planten uit het geslacht Ariocarpus hebben een uitgebreid systeem van slijmcellen.
In sommige planten produceren deze cellen zoveel slijmstoffen, dat er geen ruimte meer is voor het protoplast. De cel sterft dan af en wordt geheel gevuld met slijmstof. Dit gebeurt bijvoorbeeld in de okra (Abelmoschus esculentus). Daarom moet okra vaak goed gekookt worden, anders kan het erg slijmachtig zijn.